# Aspidoglossum validum
Aspidoglossum validum là một loài thực vật có hoa trong họ La bố ma. Loài này được Kupicho mô tả khoa học đầu tiên năm 1984.